# メアリー＝ルイーズ・パーカー
メアリー＝ルイーズ・パーカー（Mary-Louise Parker, 1964年8月2日 - ）は、アメリカ合衆国サウスカロライナ州出身の女優である。これまでに、エミー賞、トニー賞、ゴールデングローブ賞などを受賞。

## 来歴
サウスカロライナ州フォートジャクソン生まれ。父親は軍に所属していた。父親の仕事の関係で、テキサス州やタイ、フランス、ドイツなどで育つ。
North Carolina School of the Artsで演技を学び、1990年にブロードウェイ・デビュー。
映画では薄幸な役を演じることが多い。現在でも舞台にもよく出演しており、2001年には舞台『Proof』（後にグウィネス・パルトロー主演で映画化）でトニー賞を受賞している。また、2004年にはテレビドラマ『エンジェルス・イン・アメリカ』でエミー賞助演女優賞を受賞した。2006年には主演のテレビドラマ『Weeds 〜ママの秘密』でゴールデングローブ賞テレビシリーズ部門・ミュージカル・コメディ部門主演女優賞を受賞した。

### 私生活
1996年から俳優のビリー・クラダップと交際し、妊娠するが妊娠中の2003年に別れている。2004年1月に息子ウィリアムが生まれた。2006年からは『Weeds ～ママの秘密』で共演したジェフリー・ディーン・モーガンと交際をはじめる。2人は2007年6月に破局するが、後によりを戻し、2008年2月に婚約したが4月に再び別れている。
2007年にはエチオピアから養子を迎えている。

## 主な出演作品

### 映画
| 年   | 日本語題 原題                                                                         | 役名                              | 備考       |
| ---- | ------------------------------------------------------------------------------------- | --------------------------------- | ---------- |
| 1988 | 若すぎた英雄 Too Young the Hero                                                       | パール・スペンサー                | テレビ映画 |
| 1989 | サインズ・オブ・ライフ Signs of Life                                                  | シャーロット                      |            |
| 1989 | ロングタイム・コンパニオン Longtime Companion                                         | リサ                              |            |
| 1991 | わが街 Grand Canyon                                                                   | ディー                            |            |
| 1991 | フライド・グリーン・トマト Fried Green Tomatoes                                       | ルース                            |            |
| 1993 | 最高の恋人 Mr. Wonderful                                                              | リタ                              |            |
| 1994 | アニーは愛された A Place for Annie                                                    | リンダ                            | テレビ映画 |
| 1994 | ザ・クライアント 依頼人 The Client                                                    | ダイアン・スウェイ                |            |
| 1994 | ブロードウェイと銃弾 Bullets Over Broadway                                            | エレン                            |            |
| 1995 | ボーイズ・オン・ザ・サイド Boys on the Side                                           | ロビン                            |            |
| 1995 | レックレス/逃げきれぬ女 Reckless                                                      | ポーティ                          |            |
| 1995 | シュガータイム Sugartime                                                              | フィリス・マクガイア              | テレビ映画 |
| 1996 | ある貴婦人の肖像 The Portrait of a Lady                                               | ヘンリエッタ・スタックポール      |            |
| 1997 | ザ・メイカー The Maker                                                                | エミリー・ペック                  |            |
| 1997 | 精神鑑定 Murder in Mind                                                               | キャロライン・ウォーカー          |            |
| 1998 | グッバイ・ラバー Goodbye Lover                                                        | ペギー                            |            |
| 1998 | スキャンダル Legalese                                                                 | リカ・マーティン                  | テレビ映画 |
| 2002 | レッド・ドラゴン Red Dragon                                                           | モリー・グレアム                  |            |
| 2002 | 史上最大のスパイ事件 Master Spy: The Robert Hanssen Story                             | ボニー                            | テレビ映画 |
| 2004 | セイブド! Saved!                                                                      | リリアン                          |            |
| 2007 | 寝盗る女 The Robber Bride                                                             | ゼニア                            | テレビ映画 |
| 2007 | ジェシー・ジェームズの暗殺 The Assassination of Jesse James by the Coward Robert Ford | ジー・ジェームズ                  |            |
| 2008 | スパイダーウィックの謎 The Spiderwick Chronicles                                      | ヘレン・グレース                  |            |
| 2009 | ソリタリー・マン Solitary Man                                                         | ジョーダン                        |            |
| 2010 | RED/レッド RED                                                                        | サラ・ロス                        |            |
| 2013 | ゴースト・エージェント/R.I.P.D. R.I.P.D.                                              | プロクター                        |            |
| 2013 | REDリターンズ RED 2                                                                   | サラ・ロス                        |            |
| 2014 | そんなキミに恋してる Behaving Badly                                                   | ルーシー・スティーヴンス/聖ローラ |            |
| 2017 | 彼女のいた日々 Golden Exit                                                            | グウェンドリン                    |            |
| 2018 | レッド・スパロー Red Sparrow                                                          | ステファニー・バウチャー          |            |

### テレビシリーズ
| 年        | 日本語題 原題                                  | 役名                   | 備考                                                                                              |
| --------- | ---------------------------------------------- | ---------------------- | ------------------------------------------------------------------------------------------------- |
| 2001-2006 | ザ・ホワイトハウス The WestWing                | エイミー・ガードナー   | 計23話出演                                                                                        |
| 2003      | エンジェルス・イン・アメリカ Angels in America | ハーパー・ピット       | ミニシリーズ エミー賞助演女優賞（ミニシリーズ/テレビ映画部門） 受賞                               |
| 2005-2012 | Weeds 〜ママの秘密 Weeds                       | ナンシー・ボトウィン   | 計102話出演 2006年度ゴールデングローブ賞テレビシリーズ部門（ミュージカル/コメディ)主演女優賞 受賞 |
| 2014      | THE BLACKLIST/ブラックリスト The Blacklist     | ナオミ・ハイランド     | 計4話出演                                                                                         |
| 2017-     | ミスター・メルセデス Mr. Mercedes              | ジェイニー・パターソン |                                                                                                   |